# Pietro Abbati Marescotti
Pietro Abbati Marescotti (Módena, 1 de setembro de 1768 — Módena, 7 de maio de 1842) foi um matemático italiano.